# Руско-турски рат (1806—1812)
Руско-турски рат (1806—1812) је један од ратова између Руске Империје и Османлијског царства. Рат је почео 12. децембра 1806. године када је Порта објавила рат Русији. Порта је покушала да збаци с власти руске штићенике у Молдавији и Влашкој и затворила Дарданеле за руске бродове, а након тога руска војска је ушла у Влашку и Молдавију. Руска војска је имала више успеха, посебно на мору, код Дарданела, где је уништила турску флоту.
У то време у Србији је трајао Први српски устанак који су Руси помагали како војно тако и материјално, јер су на тај начин хтели да ослабе турску власт на западу државе, што би Русима олакшало ратовање са Турском.
Пошто је Наполеон повео војску на Русију, Русија се нашла у рату на два фронта. Због тога Русија је морала да склопи мир са Турском у Букурешту 1812. године.